# Johann August Reichardt
Johann August Reichardt (* 3. April 1741 in Remda; † 3. Januar 1808 in Jena) war ein deutscher Rechtswissenschaftler.

## Herkunft
Seine Eltern waren der Amtmann der Jenaer Universität Christoph Friedrich Reichardt (* November 1695 in Remda; † 21. Juni 1763 ebd.) und dessen am 23. April 1731 geheirateter Frau Clara Elisabeth Hamberger (* 30. Dezember 1705 in Jena; † 11. Februar 1774 in Remda), der Tochter des Jenaer Mathematikprofessors Georg Albrecht Hamberger.

## Leben
1754 besuchte er das Gymnasium Fridericanum  in Rudolstadt, welches unter der Leitung des Rektors Friedrich Nikolaus Ulrich (* 25. Januar 1712 in Oberweißbach (Schwarzburg)) stand. 1758 bezog er die Universität Jena, wo er philosophische und juristische Studien absolvierte. Dabei besuchte er unter anderem Vorlesungen bei Johann Caspar Heimburg, Johann August von Hellfeld, Joachim Georg Darjes, Paul Wilhelm Schmid, Joachim Erdmann Schmidt, Karl Friedrich Walch, Lorenz Johann Daniel Suckow und Johann Christian Blasche.
1763 promovierte er zum Doktor der Rechte, danach arbeitete er als Advokat am Hofgericht und hielt Vorlesungen an der Jenaer Hochschule. 1768 wurde er Syndikus der Universität, Hofgerichtsrat und außerordentlicher Professor der Rechte. 1771 war er ordentlicher Supernumerarprofessor der Rechte, 1777 bis 1782 war er auch Archivar der Universität. 1782 wurde er ordentlicher Professor der Instituten, 1785 erhielt er den Titel eines Hofrats von Sachsen-Gotha-Altenburg und im Sommersemester 1793 war er Rektor der Alma Mater. Später erhielt er noch den Titel eines Justizrates.

## Familie
Reichard heiratete am 1. Oktober 1787 in Drackendorf bei Jena mit Johanna Friedericke Christiane Sophie Wachler (* 21. Mai 1762 in Gotha; † 27. Oktober 1806 in Jena), der ältesten Tochter des sächsischen geheimen Regierungsrates und Assessor am Steuerkollegium Karl Adolf Wachler (* 10. Dezember 1731 in Gotha; † 12. Juni 1812 ebd.) und dessen am 21. Mai 1755 angetrauten Frau Marie Friedericke Mengenwein (* 19. September 1733 in Gräfentonna; † 6. Oktober 1822 in Gotha). Aus der Ehe entstammen:
- Sophie Friederike (* 9. Dezember 1791 in Jena; † 9. August 1857 in Naumburg) ⚭ N.N. Wachsmuth, Regierungsrat in Naumburg
- Johann Heinrich Karl (* 8. Februar 1789 in Jena; † 29. November 1857 Kauern bei Ronneburg), fürstlicher reußischer Kommerzienrat und Rittergutsbesitzer.

## Veröffentlichungen (Auswahl)
- Diss. inaug. jur. de auctoritate vetustae possessionis in causis praesertim illustrium. Jena 1763 (Präsens Hellfeld, Online)
- Diss. de casu obligationem tollente. Jena 1767 (Resp. Johann Heinrich Hoffmann, Online)
- Diss. jur.  Qvaestionem Explicans, Qvatenvs Articvlorvm Impertinentia Ante Definitivam Sententiam Consideranda Sit? Jena 1767 (Resp. Christian Heinrich Domrich, Online)
- Diss. de statibus provincialibus eorumque juribus. Jena 1768
- J. G. Schaumburgii Principia praxeos juridicae judiciariae, aucta. Jena 1769 Jena 1775, Jena 1794, Jena 1804
- Selecta de jure statuum provincialium coneurrenti circa legislatoriam potestatem. Jena 1769
- Diss. jur. De Operis Venaticis. Jena 1770 (Resp. Georg Wilhelm von Speshardt)
- Diss. de operis venaticis. Jena 1771
- Diss. jur. pub. De Nomine Avgvstanae Confessioni Addictorvm, Secvndvm Art. VII. Instr. Pac. Osnabrvg. Protestantibvs Non Commvni, Sed Lvtheranos Proprio. Jena 1772 (Resp. Johann Georg Kerner)
- Diss. de effectu fori concursus creditorum universalis ratione bonorum territorii alieni. Jena 1775
- Diss. de fideicommisso ejus, quod superfuturum erit ejusque differentia a debittis, quibus accepta reddenda sunt in eodem genere ad Nov. CVIII. Jena 1785
- Progr. Praemissa est Disquisitio, utrum actus legitimi Romanis fuerint sollemniores? ad L. 77. D. de R. I. Jena 1789 (Dekanatsprogramm zur Promotion von Friedrich Ernst Carl Mereau (1765-1825))
- Progr. de cane maleficorum indagatore. Jena 1796 (Dekanatsprogramm zur Promotion von Friedrich Marc Lindheimer (Frankfurt/Main), Online)
- Diss. inaug. sistens errorem quo ficta litis contestatio, tanquam modus procedendi adversus reos contumaces, usu fori communis retinetur. Jena 1796 (Resp. Christoph Assall)
- Progr. Nonnulla de propria vocubuli legis significatione. Jena 1796 (Dekanatsprogramm zur Promotion von Christoph Assall)
- Progr. Nonulla de germanismis pandectarum. Jena 1805

## Weblink
- Werke von und über Johann August Reichardt in der Deutschen Digitalen Bibliothek

| Personendaten    | Personendaten                   |
| ---------------- | ------------------------------- |
| NAME             | Reichardt, Johann August        |
| KURZBESCHREIBUNG | deutscher Rechtswissenschaftler |
| GEBURTSDATUM     | 3. April 1741                   |
| GEBURTSORT       | Remda                           |
| STERBEDATUM      | 3. Januar 1808                  |
| STERBEORT        | Jena                            |